# Zonopetala zygophora
Zonopetala zygophora es una especie de mariposa de la familia Oecophoridae.
Fue descrita científicamente por Lower en 1894.